# Manuel Simpertegui
Manuel Rodrigo Simpertegui Flores (* 4. Januar 1988 in Tomé) ist ein ehemaliger chilenischer Fußballspieler. Der Außenverteidiger spielte bei Vereinen in Chile und Argentinien.

## Karriere
Manuel Simpertegui begann seine Karriere 2007 bei Deportes Concepción und kam mit dem Team 2010 ins Finale der Copa Chile. Im Mai 2011 wurde er zu einem Perspektiv-Trainingslager der Nationalmannschaft unter Trainer Claudio Borghi eingeladen. Zur Saison 2012 wechselte er zu Deportes Temuco in die Segunda División. Anschließend spielte er für die Klubs AC Barnechea, Santiago Morning und CD Cobreloa in der Primera B. Nach einem kurzen Auslandsaufenthalt in Argentinien bei Ferrocarril Sud kehrte er zu Santiago Morning zurück. 2017 beendete er bei Independiente de Cauquenes seine Karriere.